# Tjerni Osăm (vattendrag)
Tjerni Osăm (bulgariska: Черни Осъм) är ett vattendrag i Bulgarien.   Det ligger i regionen Lovetj, i den centrala delen av landet, 120 km öster om huvudstaden Sofia.